# Banco Santander (México)
Banco Santander México, S.A. es una institución de banca múltiple principal subsidiaria de Grupo Financiero Santander México y filial del banco español Santander. En diciembre de 2024, se ubicó como el tercer mayor banco en México en cuanto a su participación en el mercado de captación total (11.8%) y cartera total (11.6%) y segundo en cuanto a activos totales (13.2%).
Santander inicio su presencia en México en 1947, con el establecimiento de una oficina de representación. Su consolidación como banca múltiple inicia en 1997 con la adquisición del 75% del capital de Banco Mexicano (antes Banco Mexicano Somex), y la formación de Banco Santander Mexicano. En 2000, Santander anunció la compra de Banca Serfin y la formación del Grupo Financiero Santander Serfin. En 2006, Santander fusionó Santander Mexicano con Banca Serfin para formar Banco Santander México. 

## Historia
Es el resultado de múltiples fusiones a lo largo de más de un siglo, teniendo sus orígenes más lejanos en la creación del Banco de Londres, México y Sudamérica en el año de 1864, siendo el primer banco en México y sus oficinas se encontraban ubicadas en la esquina de las calle de Bolívar y 16 de septiembre, en el Centro Histórico de la Ciudad de México.
El 22 de septiembre de 1932 nace el Banco Mexicano. En 1941 surge la Sociedad Mexicana de Crédito Industrial, la que toma acciones de Banco Mexicano en 1955. Tres años después en 1958 se fusionan Banco Mexicano y el Banco Español, antes Banco Fiduciario.
En 1970 el Banco de Londres y México se sumó a la Compañía General de Aceptaciones para que de la operación surgiera Banca Serfin y posteriormente se crea el Grupo Financiero Serfin luego de la compra que realizara Operadora de Bolsa de Serfin. Fue la primera institución que, con su nombre, fomentó que sus clientes fueran más financieros, ya que Banca Serfin, significa «Servicios Financieros Integrados», integrando dentro de sus sucursales tanto los servicios bancarios tradicionales, como las operaciones financieras complejas.
Con motivo del mundial de fútbol, Banca Serfin lanza una campaña de publicidad, teniendo como personaje principal al «Sr. Serfin», representado por un águila, y utilizando la técnica de caricatura, lo que dio una imagen de seguridad a todos los clientes y prospectos de Banca Serfin, logrando con ello una gran captación de recursos y [cita requerida] posesionándose de un gran segmento de ahorradores.
Con motivo de lo anterior, Banca Serfin puso a la venta en sus sucursales varias alcancías con los personajes de los comerciales que interactuaban con el Sr. Serfin, logrando con ello que muchos niños las compraran, fomentando con ello el ahorro y [cita requerida] la apertura de un gran número de cuentas de ahorro de muchos menores.
En 1979, Sociedad Mexicana de Crédito Industrial se transforma en Banco Mexicano Somex ya en calidad de banca múltiple compuesta por 114 empresas industriales. Después de la estatización bancaria de 1982, Somex se transforma en Sociedad Nacional de Crédito y, el 11 de marzo de 1992 es vendido al Grupo Inverméxico como parte del proceso de privatización bancaria, adquiriendo el nombre de Banco Mexicano.
Ya para entonces el Banco Santander tenía una presencia importante en México. Hizo su arribo en 1950 mediante Santander Investment.
Grupo Financiero Santander Serfin es creado en mayo de 1997, con la adquisición del control mayoritario del Grupo Financiero Invermexico por parte de Banco Santander S.A., cambiando su nombre por el de Grupo Financiero Santander Mexicano (SANMEX). Siendo actualmente uno de los grupos líderes en el México. Su oferta de productos y servicios financieros incluyen banca comercial, banca de inversión y correduria de inversiones. Su subsidiaria más importante es Banco Santander Mexicano, a la que se suman Casa de Bolsa Santander Mexicano, Factoring Santander Mexicano, Seguros Santander Mexicano, Afianzadora Santander Mexicano y Gestión Santander México. Además posee, a través del banco, una participación del 75% en Afore Santander Mexicano.
Para mayo de 2000 Santander Central Hispano también logra la adjudicación de Banca Serfin y nace el Grupo Financiero Santander Serfin.
Los dos bancos operaron de manera separada, aunque coordinada, durante dos años y se integraron el 4 de septiembre de 2002.
En 2006, "Banco Santander Serfin, S.A., Institución de Banca Múltiple, Grupo Financiero Santander Serfin" cambió su denominación social por la de "Banco Santander, S.A., Institución de Banca Múltiple, Grupo Financiero Santander".
En 2008, "Banco Santander, S.A., Institución de Banca Múltiple, Grupo Financiero Santander" cambió su denominación social por la de "Banco Santander (México), S.A., Institución de Banca Múltiple, Grupo Financiero Santander".
El 12 de abril de 2019, Banco Santander comunicó su intención de lanzar una OPA sobre el 25% del capital de Banco Santander México que no controlaba. Tras dicha operación, la matriz española pasó a ostentar el 91,65% del capital social de su filial mexicana, mientras que el 8,35% restante quedó en manos de accionistas minoritarios o en autocartera.

## Negocio
Santander México es el tercer grupo financiero de México, con cuotas del 15,1% en créditos y del 16,2% en ahorro bancario. En 2007 el Banco abrió 49 nuevas oficinas para atender una base de clientes de 8,5 millones.
La tarjeta de crédito (5 millones de tarjetas emitidas) y la nómina (2 millones de nóminas domiciliadas) son los dos productos fundamentales para la captación de nuevos clientes. Para la vinculación el Banco utiliza el crédito al consumo (incremento neto de 76 mil créditos en 2007) y las tarjetas. También dispone de productos hipotecarios y está desarrollando los negocios con pymes, empresas y la Banca Mayorista Global.